# Monopole public
Un monopole public (ou monopole d'État) est, dans une branche d'activité, le fait de réserver au seul État le droit de produire ou de commercialiser un bien ou un service, éventuellement par le biais d'entreprises publiques ; la règlementation étatique interdit ainsi toute entrée d’entreprise privée concurrente dans ce secteur, permettant ainsi à l'État de s'assurer notamment la pérennisation de l'intégralité des recettes publiques qui en découlent. 
Ce monopole peut être justifié dans certains cas particuliers de « monopole naturel ».
Lorsque le monopole est transféré à une personne privée, on parle de concession de monopole.
Par exemple un monopole sous couvert de l’intérêt public (vente d’alcool en Suède).

### Articles liés
- Monopole naturel
- Entreprise publique
- Nationalisation
- Service public